# Maghrib (Gebet)

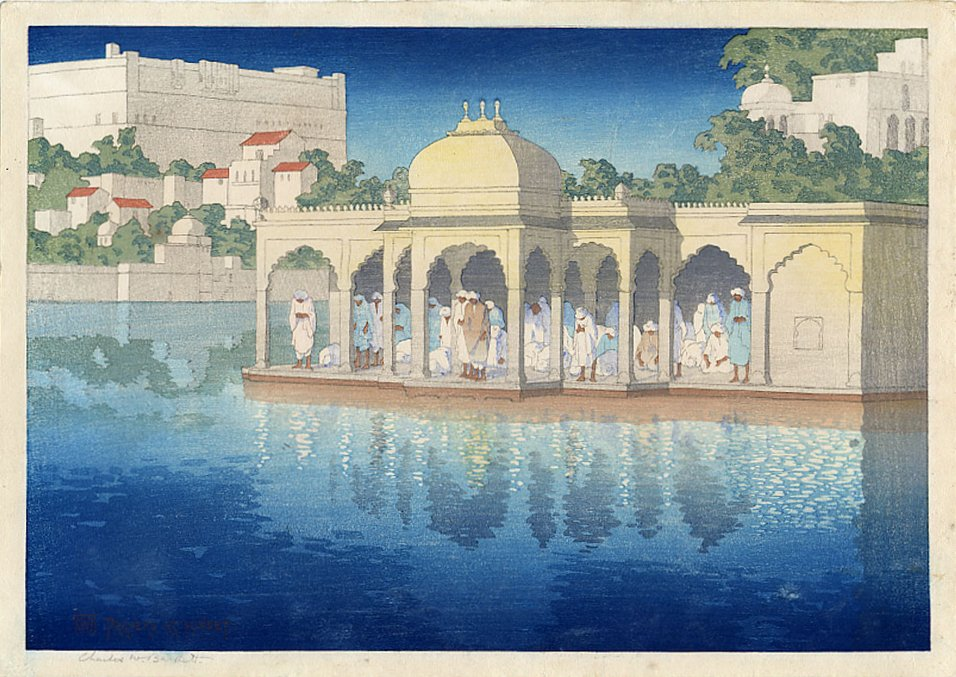
Maghrib-Gebet in Udaipur, Britisch-Indien

Das Maghrib (arabisch: صلاة المغرب, ṣalāt al-maġrib) ist eines der fünf obligatorischen Gebete im Islam. Es ist das vierte Gebet des Tages und findet in den frühen Abendstunden statt.
Im Ramadan markiert es gleichzeitig das Ende des täglichen Fastens und das Fastenbrechen findet statt.

## Gebetszeit
Die Zeit des Maghribgebets beginnt mit Einsetzen des Sonnenuntergangs und endet mit dem vollständigen Verschwinden des Tageslichts.

## Zusammensetzung
Das Maghribgebet besteht aus drei Rakah, Fard gefolgt von zwei Rakah Sunna.
Im Gemeinschaftsgebet erfolgt die Koranrezitation in den ersten zwei Rakah laut.
Das Maghribgebet darf, anders als die längeren Gebete des Tages, auch während einer Reise o. Ä. nicht gekürzt werden. Die drei Rakah Fard-Gebete sind verpflichtend.